# Somalijski divlji magarac
Somalijski divlji magarac (lat. Equus (Asinus) africanus somaliensis) podvrsta je Afričkog divljeg magarca s prirodnim staništem na području Afričkog roga.

## Brojnost
U divljini živi između 700 i 1000 jedinki, zbog čega se somalijski divlji magarac smatra "kritično ugroženim". Većina jedinki u divljini živi na području Somalije, Eritreje i Etiopije.
U zatočeništvu živi oko 200 jedinki u sveukupno 34 zoološka vrta diljem svijeta. U zaštiti ove vrste magaraca istaknuo se Zoološki vrt u Baselu.

## Pripitomljavanje
Za vremena talijanske kolonizacije Somalije, u Italiju je unesen Somalijski divlji magarac radi pripiromljavanja, za razliku od drugih europskih sredozemnih država gdje se uglavnom pripitomio Nubijski divlji magarac. Arheološkim iskopavanjima Pompeja otkriveni su ostaci vrlo slični i povezani sa somalijskim divljim magarcem, zbog čega se smatra da je ova vrsta na Apeninski poluotok unesena još u vrijeme Rimskog Carstva.
Tijekom 16. stoljeća Španjolci su unijeli somalijskog divljeg magarca u jugozapadne predjele Sjedinjenih Država. Križanci nastali između domaćeg i somalijskog magarca, poznati pod imenom burros, proširili su se na jugozapad SAD-a i na sjeverni Meksiko.

## Sinonimi
- Equus africanus somalicus P. L. Sclater, 1885
- Equus asinus aethiopicus Denman, 1957
- Equus asinus somalicus P. L. Sclater, 1885
- Equus asinus somaliensis Noack, 1884
- Equus asinus taeniopus (Heuglin, 1861)